# 旺沃
旺沃（法語：Vanves，法語：[vɑ̃v] ⓘ），法国中北部城市，法兰西岛大区上塞纳省的一个市镇，隶属于布洛涅-比扬古区，其市镇面积为1.6平方公里，2022年1月1日时人口数量为28,507人，在法国城市中排名第312位。
旺沃位于上塞纳省南部，与巴黎15区接壤，是巴黎南郊的一个近郊卫星城，通过区域铁路N线和多条公交线路连接巴黎市区。

## 地名来源

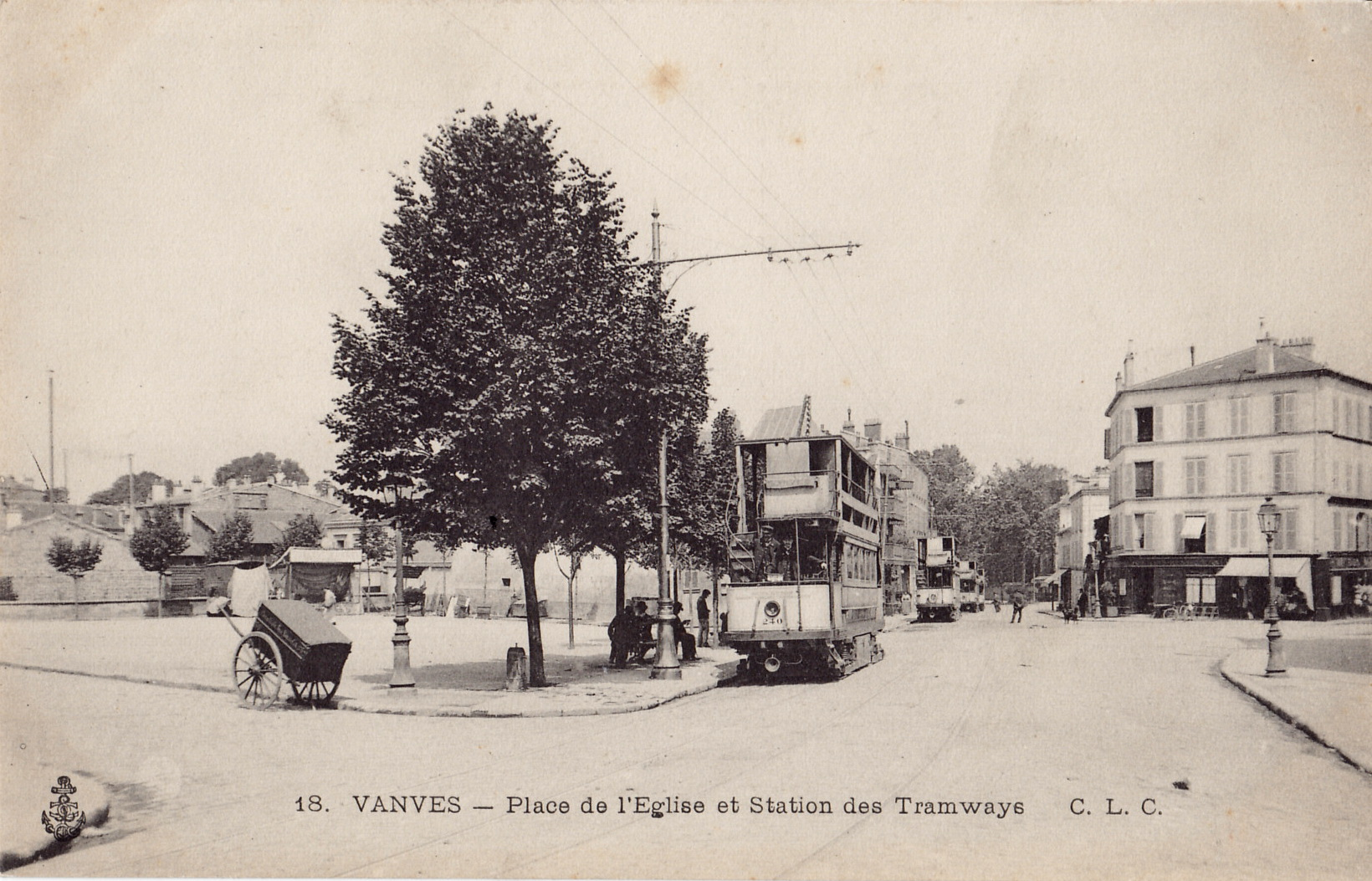
20世纪初的旺沃市区

“旺沃”一名最初于公元999年以“Venva”的形式被记载，该名称的来源及含义尚有待考证。

## 历史
旺沃历史上长期为一处普通村落，1163年起成为巴黎圣女日南斐法修道院的一处领地。1449年，旺沃境内出现了首个教堂。法国大革命后，旺沃成为塞纳省的一个市镇。1860年，根据奥斯曼城市规划方案，旺沃市镇范围北部的大片土地并入巴黎，成为巴黎15区。工业革命期间，巴黎－布雷斯特铁路由此通过并建立旺沃马拉科夫车站，其中铁路线以东的区域被开辟为马拉科夫街区，并于1883年独立成为一个市镇。20世纪后，旺沃逐渐发展成为巴黎近郊重要的卫星城。1964年，旺沃被划入新成立的上塞纳省。

## 地理

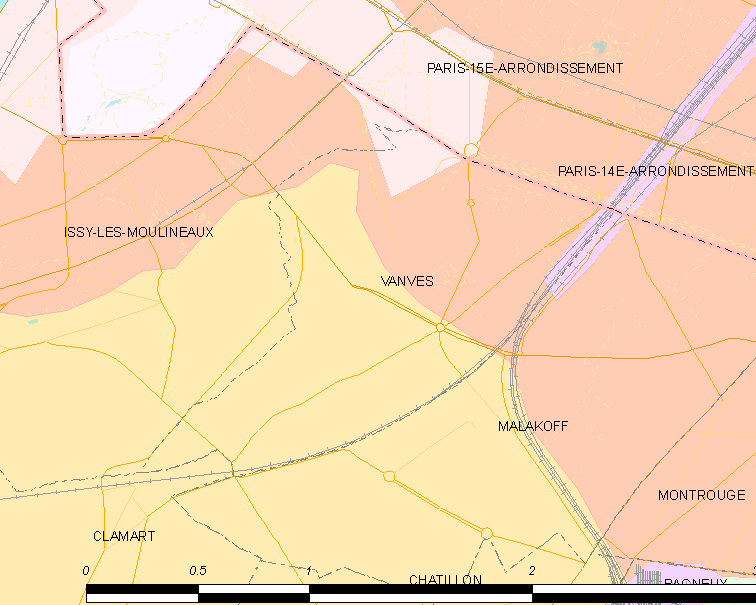
旺沃市镇范围地图

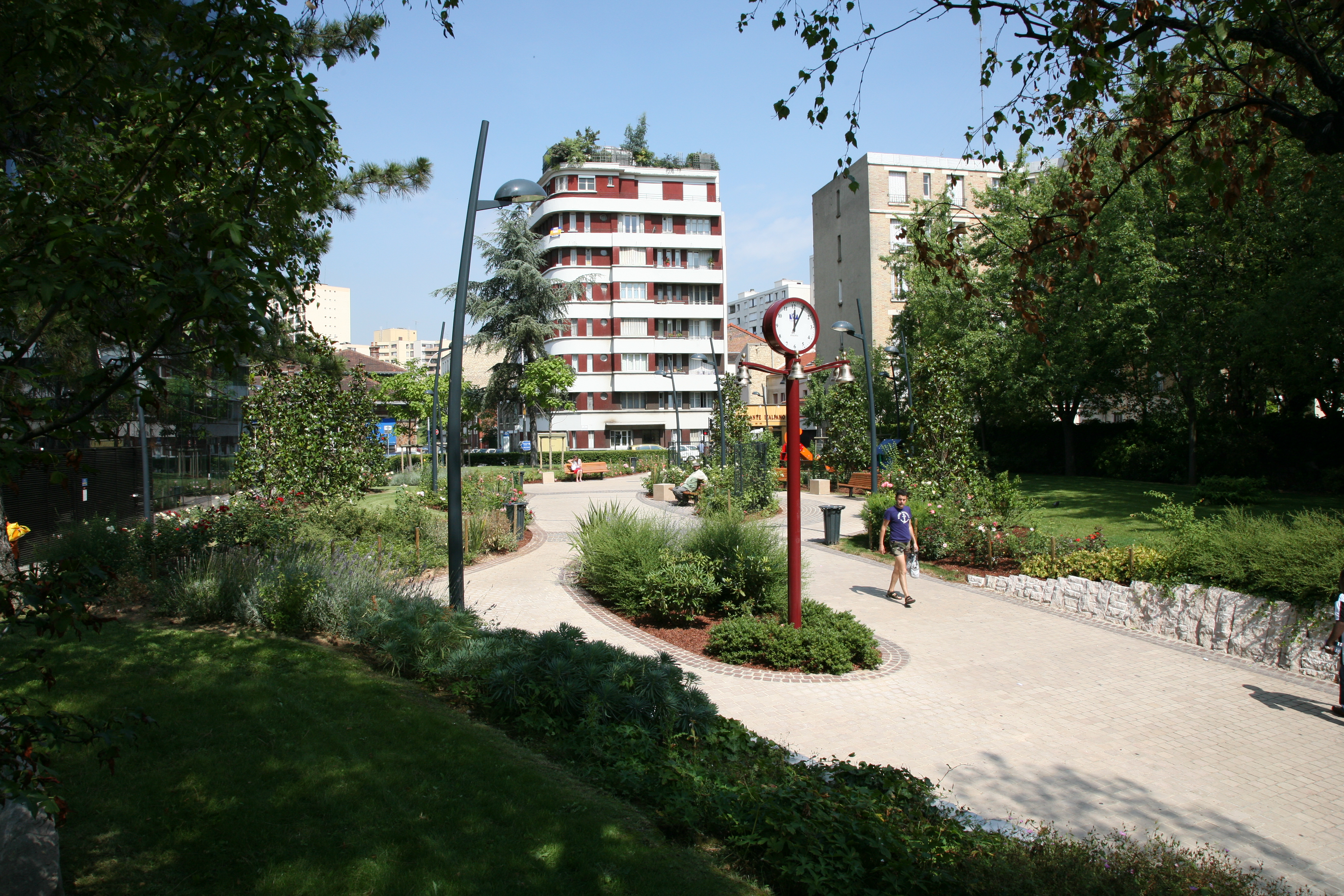
旺沃市中心的一战胜利日花园

旺沃位于法国中北部，法兰西岛大区中部和上塞纳省南部，距离省会楠泰尔大约16公里。与旺沃接壤的市镇包括：马拉科夫、克拉马、伊西萊穆利諾、巴黎。

### 地形
旺沃位于巴黎盆地腹地，境内以浅丘为主，地形自北向南略有抬升，全境海拔在35到78米之间。

### 水文
旺沃属于塞纳河流域，其境内无大型天然水域。

### 植被
旺沃属于温带阔叶混交林区，市区内的主要绿地公园包括弗雷德里克·皮克公园（Parc Frédéric Pic）、艾蒂安·雅鲁斯花园（Square Etienne Jarrousse）等，均常年免费向公众开放。
在鲜花城市的评比中，旺沃被评为3星级鲜花城市。

### 气候
旺沃在柯本气候分类法中属于温带海洋性气候。

## 行政区划
旺沃是法国法兰西岛大区上塞纳省的一个市镇，编号为92075。旺沃隶属于布洛涅-比扬古区和上塞纳省第十选区，管理克拉马县，同时也是旺沃城市圈公共社区的办公驻地。
旺沃市镇被划为三个街区，并实行街区自治制度。
法国国家统计与经济研究所（简称）在进行数据统计时，将旺沃设为巴黎城市区的一部分。自2020年起，巴黎城市区被包含1,949个市镇的巴黎城市辐射区代替。此外，还将旺沃市镇分为了11个“块区”（IRIS），以便于统计人口分布情况。

## 交通

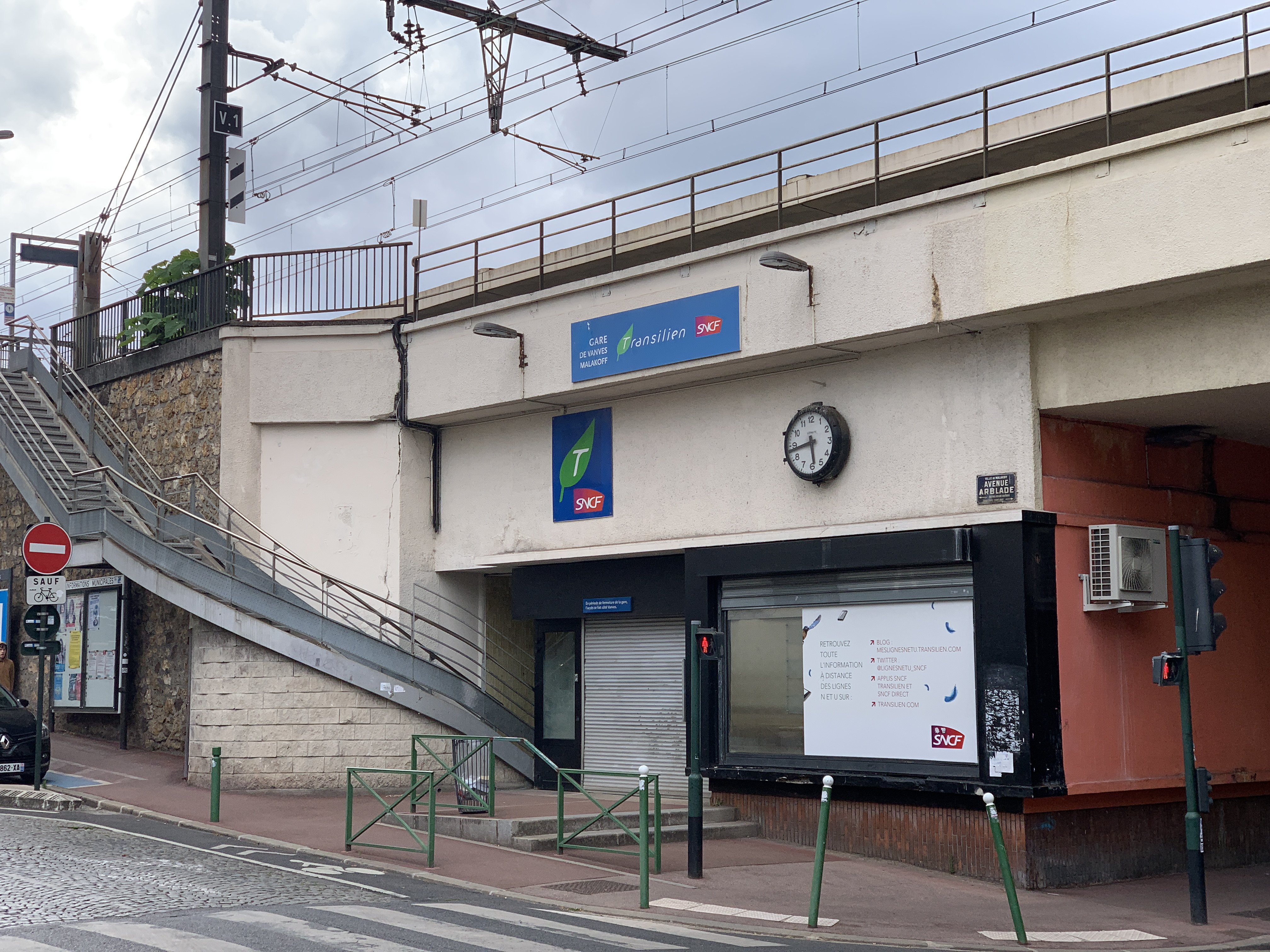
旺沃-马拉科夫火车站

### 公路
多条上塞纳省省道在旺沃境内交汇，旺沃境内的道路均为城市化道路，配有照明、排水、人行道等设施。
2017年，52.5%的旺沃家庭拥有至少一辆私人汽车。2019年，旺沃境内共发生各类交通事故42起，造成55人受伤。

### 铁路
旺沃位于巴黎－布雷斯特铁路上。旺沃-马拉科夫站位于市区南部，是该铁路线的第一个中途站，停靠法兰西岛大区铁路N线。

### 对外交通
距离旺沃最近的长途汽车站、长途铁路客运车站和民用航空站分别为奥尔良门汽车站、巴黎蒙帕纳斯站和巴黎-奥利机场，距离旺沃市中心的公路里程分别约3公里、3.4公里和17公里。

### 城市公共交通
| 途经旺沃境内的主要公共交通线路 |        | |
| 类型                           | 运营商 | 线路 |
| 地铁                           | RATP   | ：沙蒂永-蒙鲁日站 ↔ 旺沃-马拉科夫站 ↔ 蒙帕纳斯 ↔ 圣拉扎尔站 ↔ 莱库尔蒂耶站/圣但尼大学站 |
| 大区铁路                       |        | ：巴黎蒙帕纳斯站 ↔ 旺沃站 ↔ 凡尔赛尚捷站 ↔ 圣西尔站 ↔ 芒特拉若利站/德勒站/朗布依埃站 |
| 公共汽车                       | RATP   | 58：巴黎-沙特雷 ↔ 旺沃门 ↔ 米什莱高级中学 59：巴黎-意大利广场 ↔ 旺沃门 ↔ 沙蒂永街 ↔ 克拉马站 89：巴黎-法兰西门 ↔ 乔治·布拉桑斯 ↔ 旺沃-马拉科夫站 126：圣克卢公园 ↔ 马塞尔·桑巴 ↔ 旺沃市政厅 ↔ 奥尔良门 189：圣克卢门 ↔ 共和国 ↔ 沙蒂永街 ↔ 克拉马-乔治·蓬皮杜 391：旺沃-马拉科夫站 ↔ 沙蒂永-蒙鲁日站 ↔ 巴纽 394：伊西莱穆利诺-塞纳河谷快铁站 ↔ 红玫瑰园 ↔ 快铁拉雷讷堡站 506：旺沃-马拉科夫站（区域环线） |
| 公共汽车                       | (N)    | N62：巴黎-蒙帕纳斯火车站 ↔ 旺沃市政厅 ↔ 朗日斯国际贸易城 |
| 1.                             |        | |

## 政治

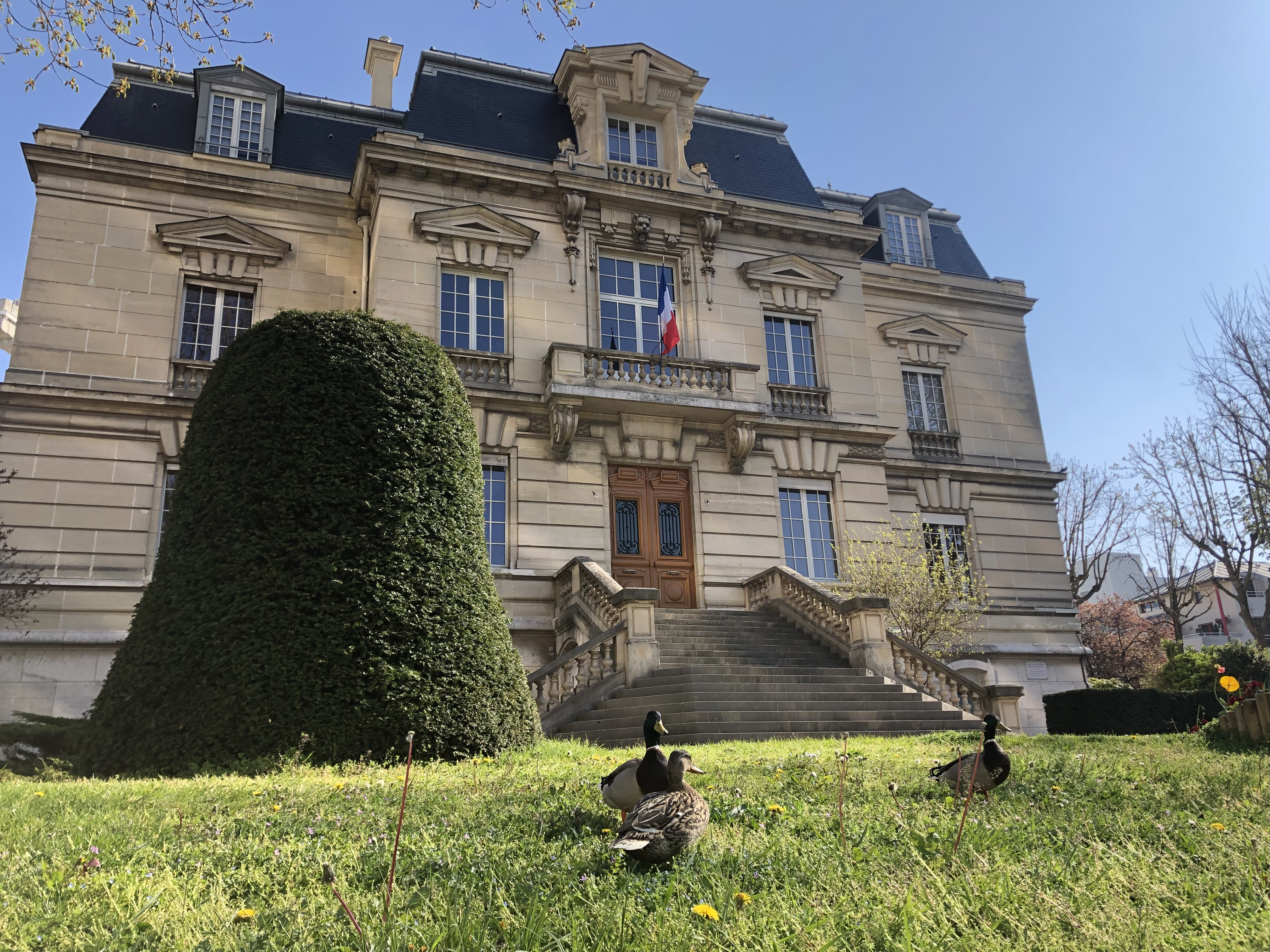
旺沃市政厅

旺沃的现任市长为贝尔纳·戈迪绍先生，他是民主人士和独立人士联盟的一名成员，在2020年的市政选举中获得了53.35%的支持率。
在2017年的法国总统大选中，法国第25任总统埃马纽埃尔·马克龙在旺沃获得了87.68%的支持率。

## 人口
2018年，旺沃市镇人口数量为27,466，在法国排名第312位。其中男性13,015人，女性14,714人，75岁及以上人口占7.4%，外籍人口数量为8,066人，人口密度为17,606人/平方公里，当地居民被称为（男性）或（女性），或通称为。2019年，旺沃境内出生252人，死亡人口199人。
| 年份   | 1936   | 1946   | 1954   | 1962   | 1968   | 1975   | 1982   | 1990   | 1999   | 2006   | 2011   | 2016   | 2018   |
| ------ | ------ | ------ | ------ | ------ | ------ | ------ | ------ | ------ | ------ | ------ | ------ | ------ | ------ |
| 人口數 | 20,157 | 20,678 | 21,743 | 25,585 | 25,138 | 22,528 | 22,868 | 25,967 | 25,414 | 26,878 | 27,022 | 27,846 | 27,466 |

## 经济

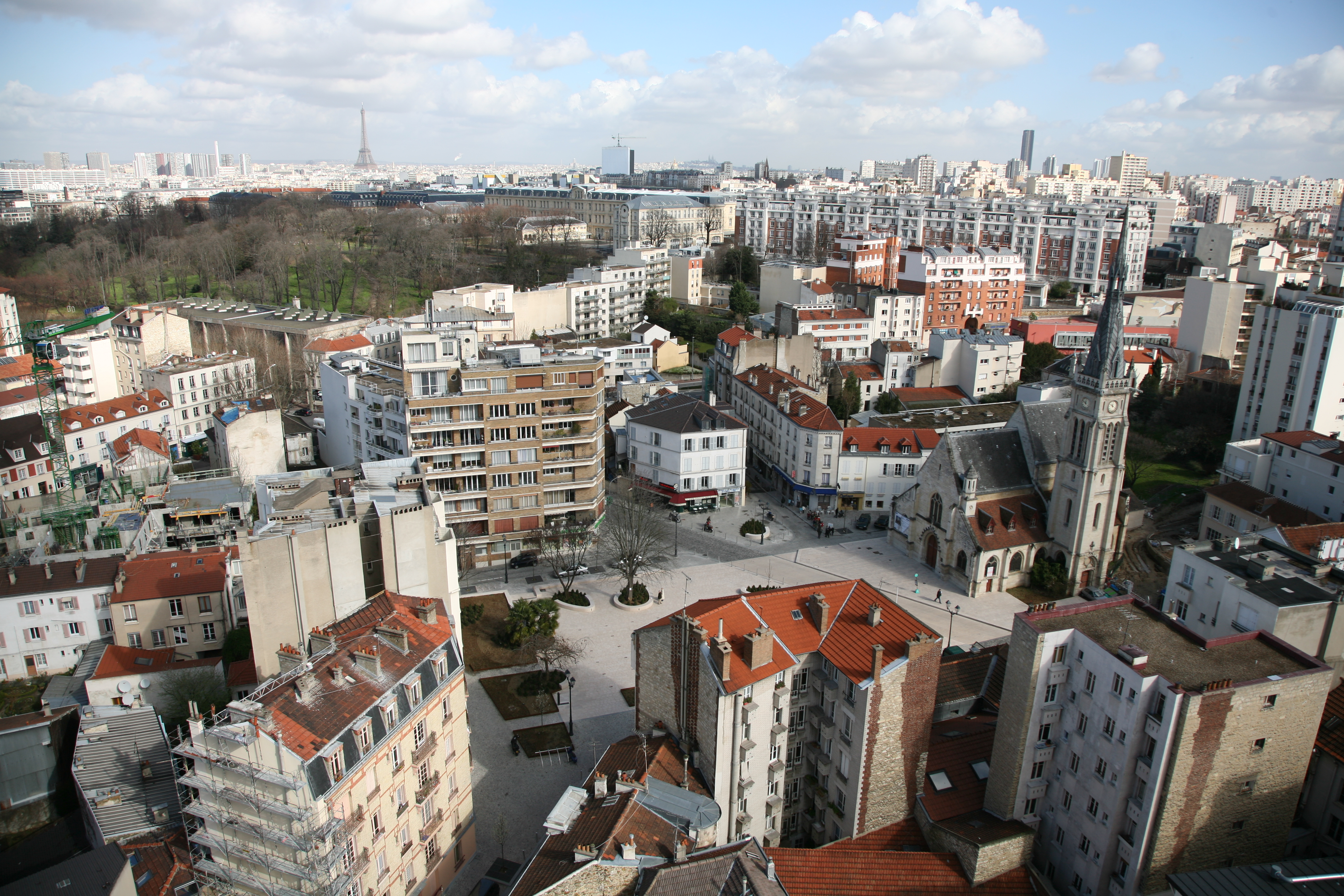
旺沃市区和后方的巴黎

截至2021年6月，旺沃境内共有各类用人单位4,112家，平均历史为14年，其中98.72%为中小型企业（PME）。（出版社）、（书籍收集）及（水气安装）是当地2019年营业额最高的三个企业，分别为1,156,304,768欧元、102,215,335欧元和45,477,654欧元。

## 财政收入
2019年，旺沃的财政收入总额为45,451,600欧元，财政支出总额为42,431,200欧元，当年的债务总额为11,296,000欧元。2020年，旺沃共获得1,826,350欧元的国家财政补助，比上一年减少了0.07%。
2017年，旺沃的人均月收入总额为3,348欧元，其中高级职员为4,518欧元，高于法国平均水平（4,214欧元）；中级职员为2,540欧元，高于法国平均水平（2,353欧元）；普通职员为1,927欧元，亦高于法国平均水平（1,690欧元）。
2017年，旺沃境内的青壮年（15至64岁）失业率为9.6%，当地71.4%的家庭拥有纳税资格，平均纳税6,632欧元，高于法国平均水平（3,888欧元）。

## 社会事务

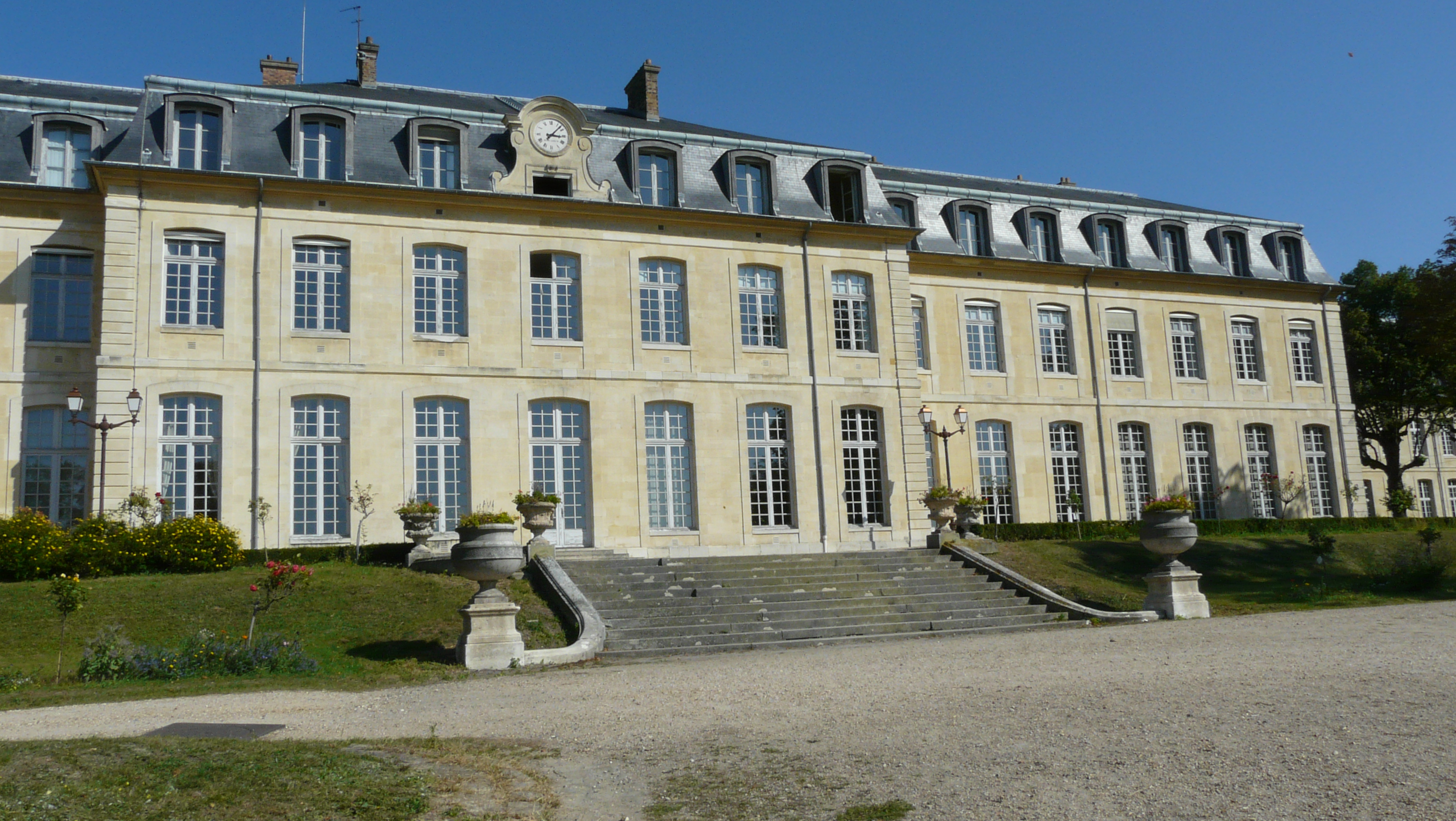
米什莱完全学校

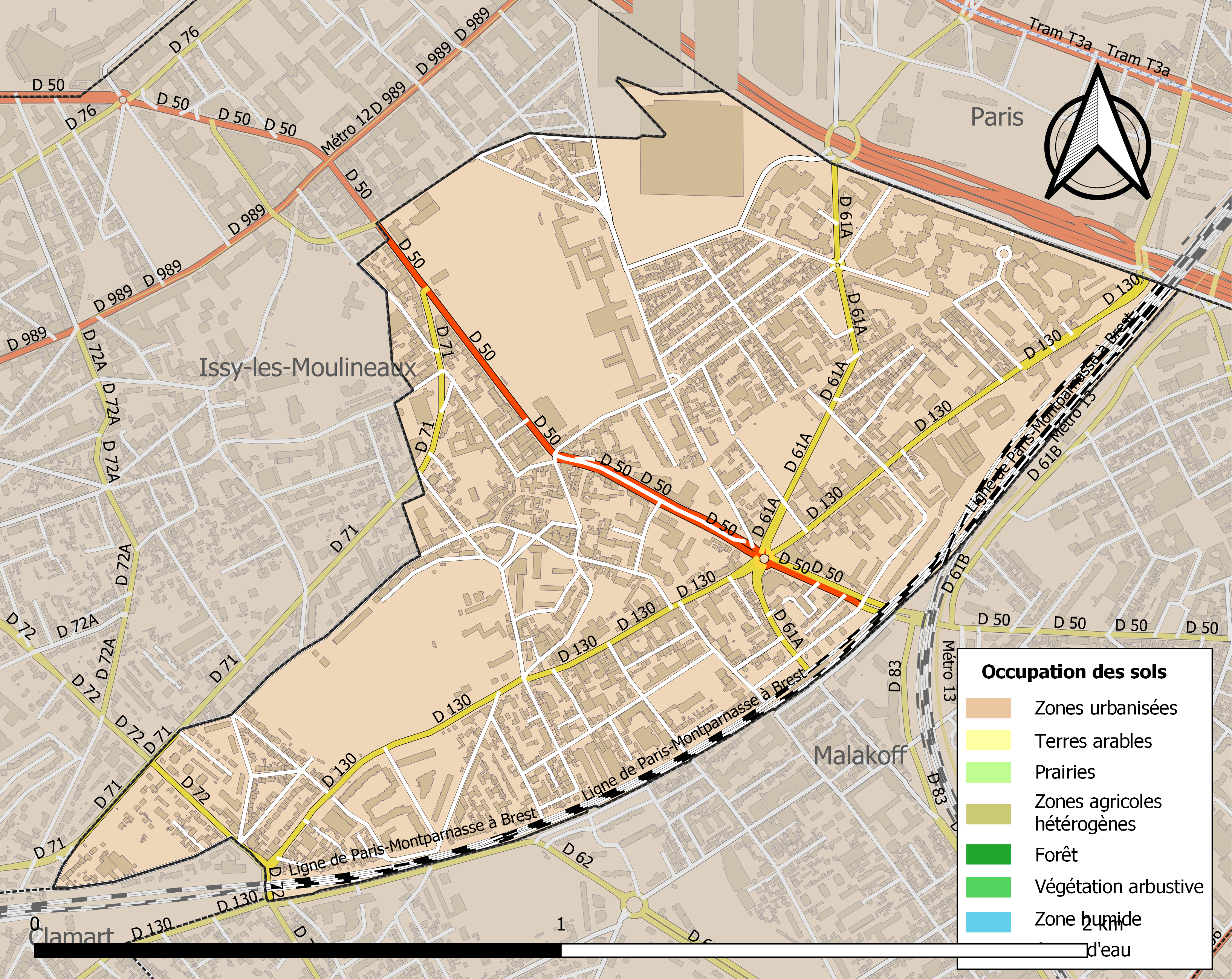
旺沃土地利用情况地图

### 教育
旺沃属于凡尔赛学区。截止2019年1月1日，旺沃境内共有3所幼儿园、6所小学、2所初级中学、1所普通高中和1所职业高中。2018至2019学年度，旺沃境内共有在校中等教育阶段学生2,675名。

### 医疗
截止2019年1月1日，旺沃境内共有全科医生16名、保健师28名、牙医23名、护士19名、耳科医生1名、眼科医生2名、皮肤科医生1名、助产士3名、儿科医生3名和妇科医生2名。境内共有药房11家、养老院4家、残疾人帮扶中心2家。
距离旺沃最近的综合性医院是位于伊西莱穆利诺境内的科朗坦·塞尔通医院，共设有床位505个。

### 住房
2017年，旺沃境内共有各类住房14,893套，其中7.5%为独立式居民区，90%为集中式居民区。常住房屋占旺沃市镇范围内居民建筑总量的88.9%。
在住房保障政策方面，2017年，旺沃境内共有1,925户家庭获得了住房经济补助，受益人数占总人口数量的6.9%，其中1,903份为房租补助。

### 商业
2019年，旺沃境内共有各类实体商铺435家，其中餐厅73家、大型超市3家、杂货店6家、面包房14家、肉铺4家、书店6家、装饰品店1家、银行门店10家、美容美发店25家、汽车维修店11家。市镇中心建有一家Intermarché和Franprix超市。

### 体育
2019年，旺沃境内共有2家游泳池、2间体育馆、1座综合体育场、9处网球场、1处足球或橄榄球场以及2处篮球或排球场。
截至2021年6月，旺沃境内共有五支注册足球俱乐部，其中旺沃体育会下属的足球队参加2021至2022赛季的上塞纳省足球联赛，而圣艾蒂安球迷俱乐部（Supporters de l'ASSE，注册地址为旺沃）则参加同一赛季的球迷俱乐部联赛。

### 环境
旺沃的环境事务由其所属的公共社区负责。2019年，旺沃境内共有1家污染企业。

### 治安
2019年，旺沃市镇范围内共有1处派出所。
2014年，旺沃及附近地区共发生各类案件3,622起，其中盗窃类案件2,382起，经济类案件360起，毒品交易类案件176起。

## 文化
2019年，旺沃境内共有1家剧场和1家电影院。旺沃市政府提供多媒体中心，向公众全年开放。

### 建筑
旺沃境内有多处历史建筑，其中旺沃圣雷米教堂是法国国家文物保护单位；除此之外，当地的大部分建筑建于20世纪以后。

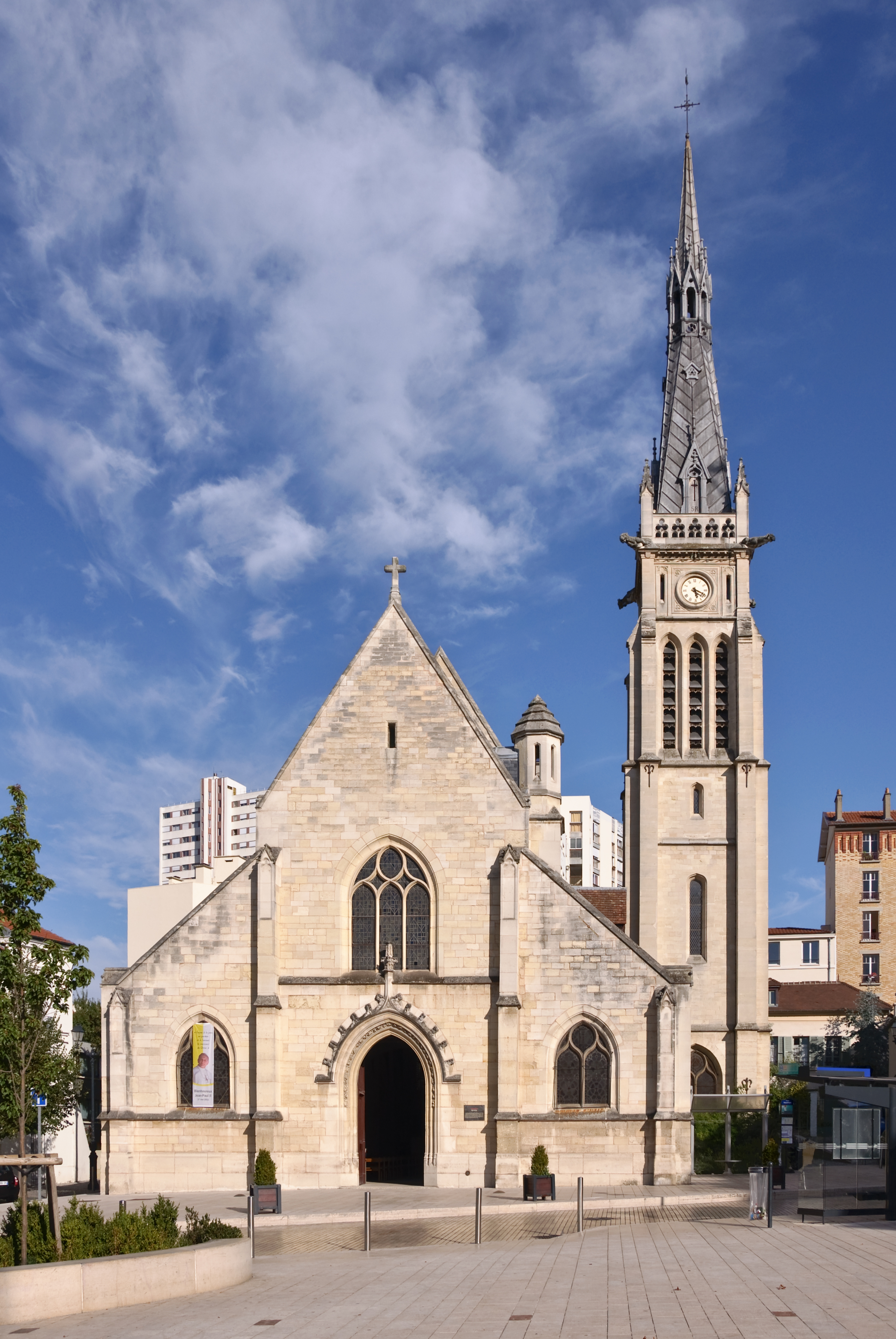
圣雷米教堂（法语：Église Saint-Rémy de Vanves）
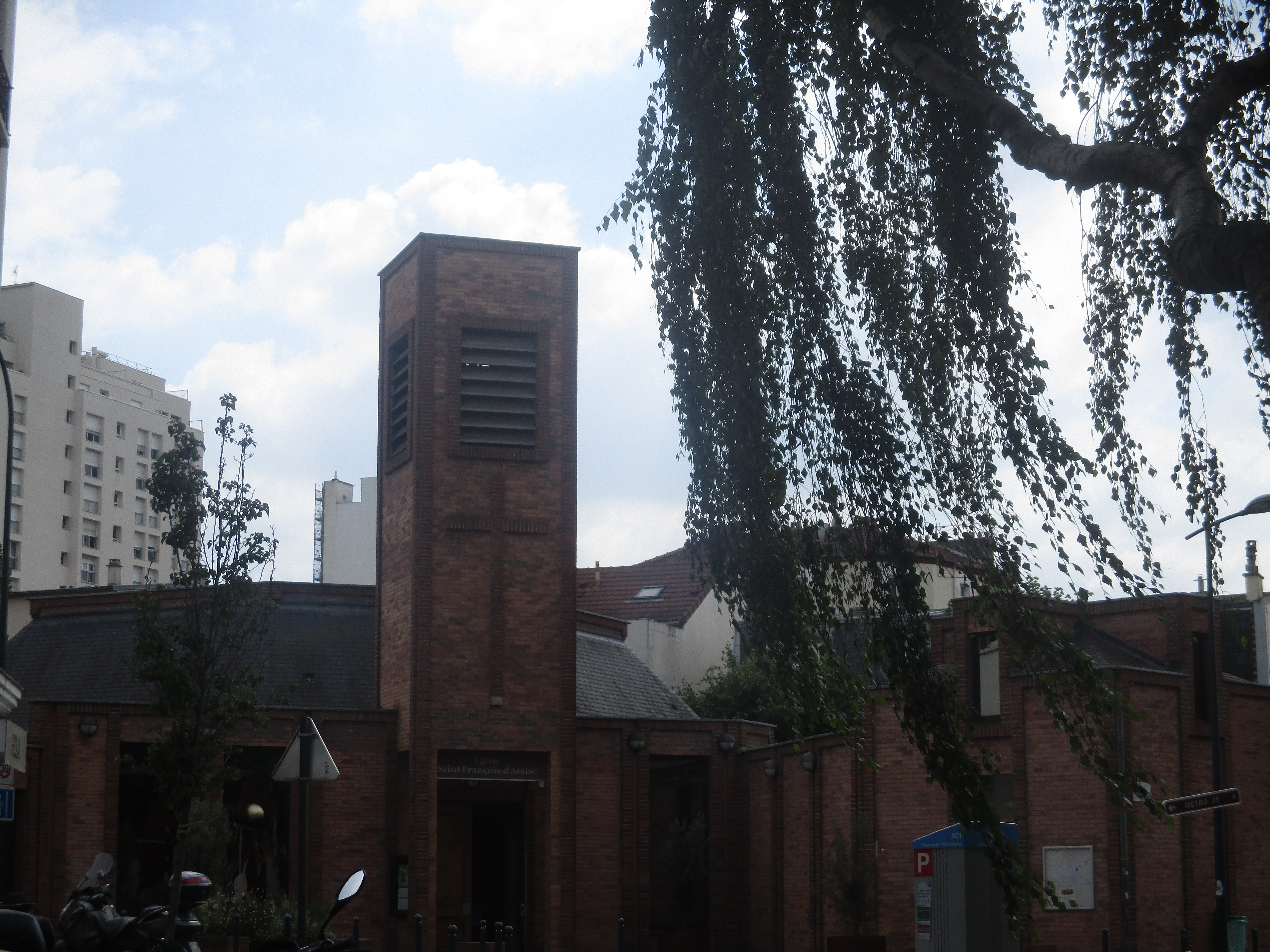
圣弗朗索瓦教堂
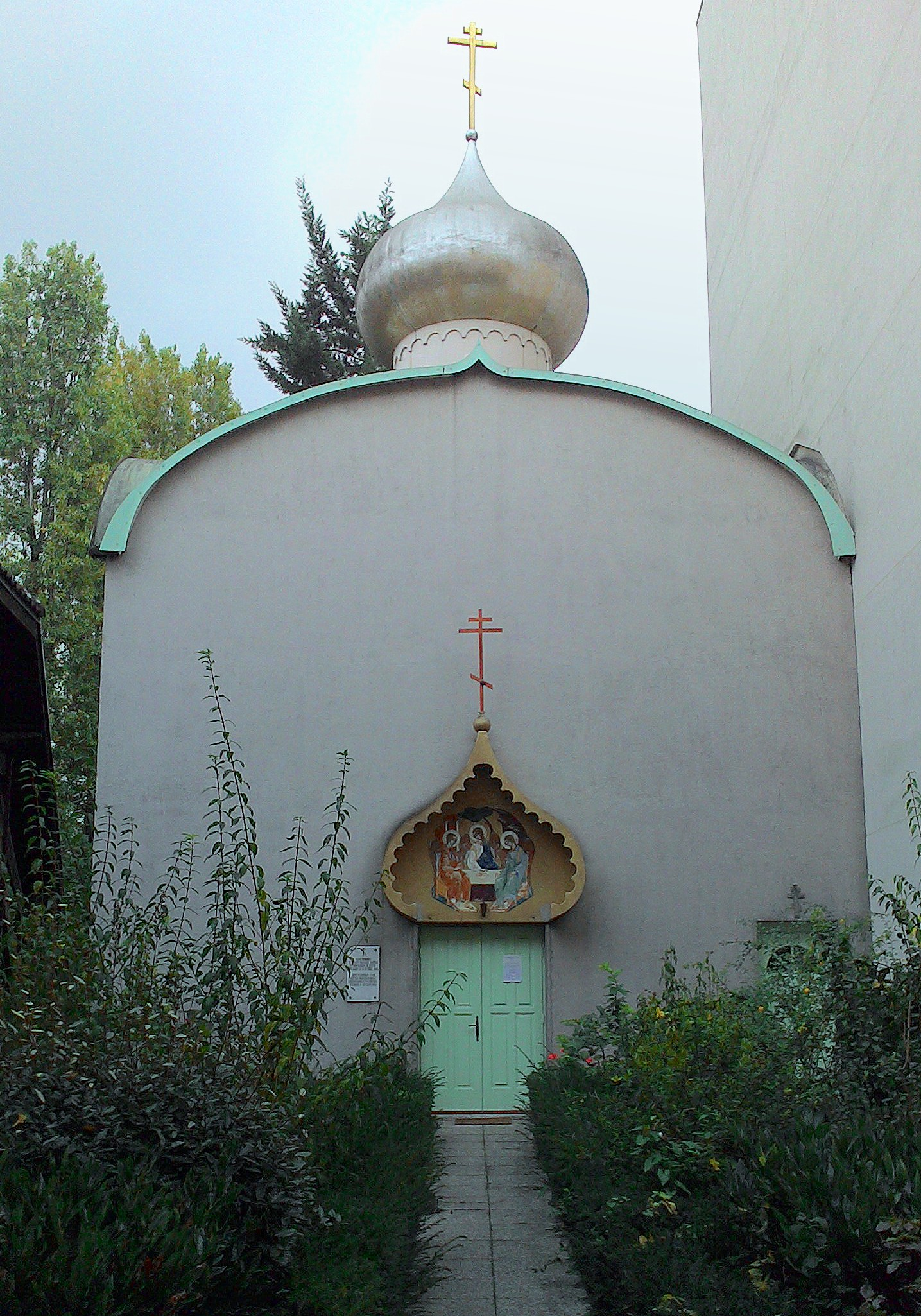
俄罗斯教堂
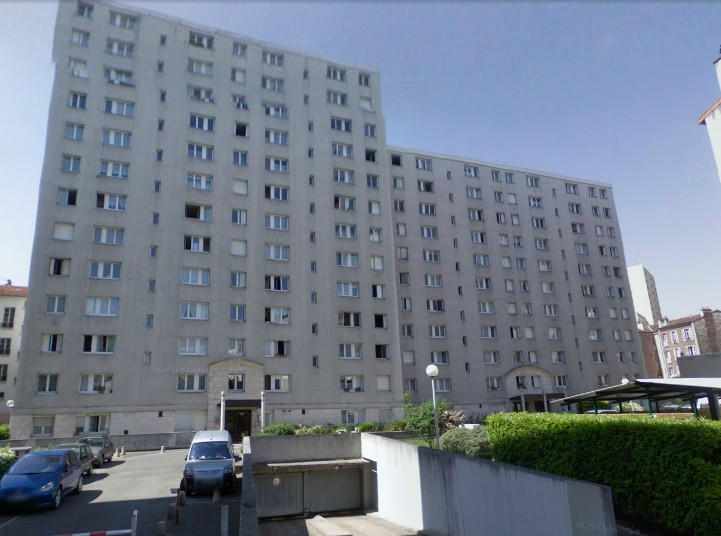
“旺沃高原”居民楼
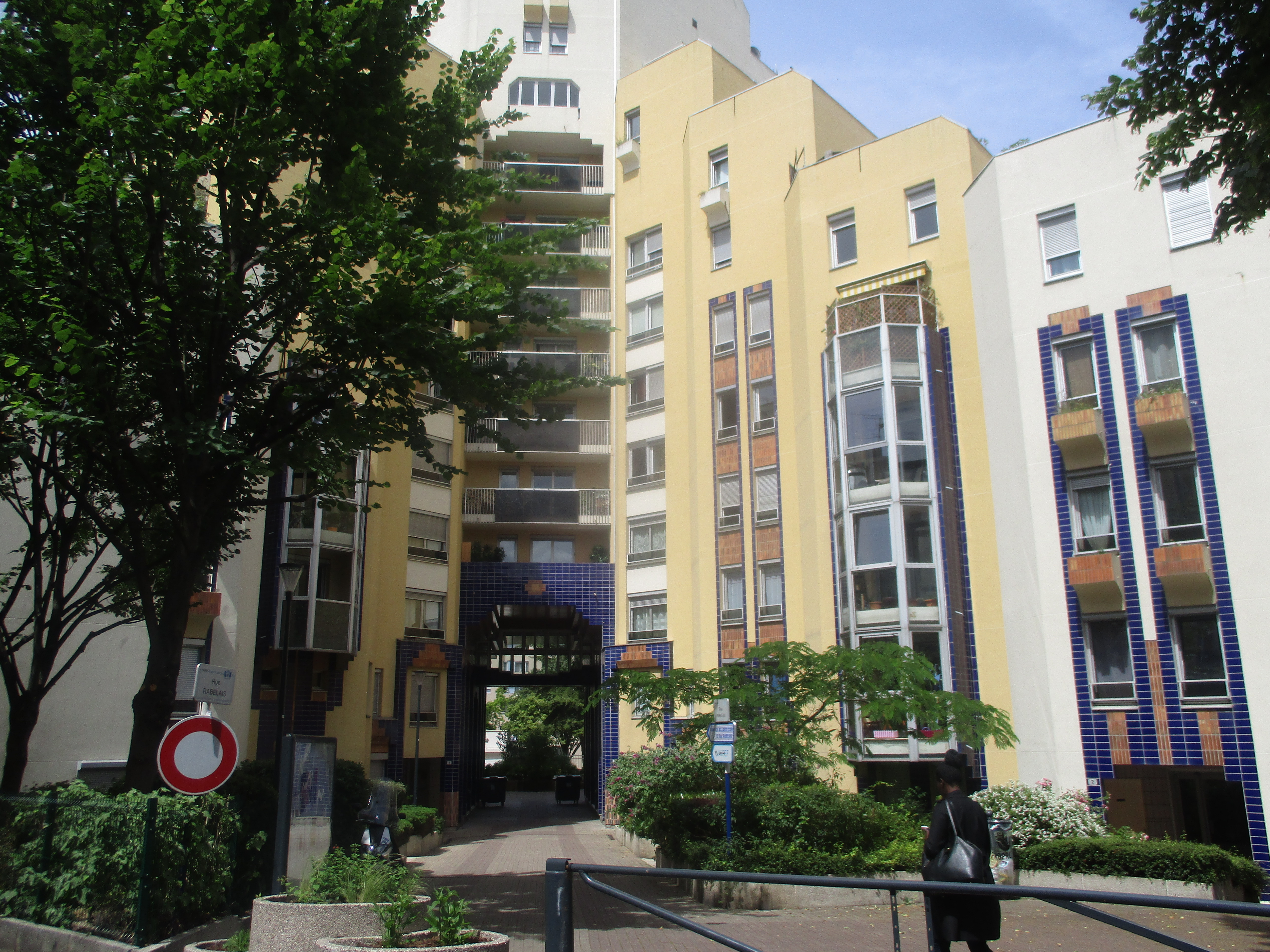
丹顿居民楼

### 旅游
旺沃的旅游事务由其所属的公共社区负责。2020年，旺沃境内共有4家酒店共计577间房间。

### 媒体
法国主要的媒体均可在旺沃接收，法国电视三台下属的法兰西岛大区频道在部分时段播出旺沃所属区域的地方新闻。

## 友好城市
截至2021年6月，旺沃共与三座城市互为友好城市关系：
- 德国 莱尔特
- 以色列 羅什艾因
- 英国 Ballymoney